# OpenStreetMap
OpenStreetMap (OSM) je projekt virtualne zajednice s ciǉem stvaraǌa slobodne, svima dostupne karte koju svatko može sam i dorađivati.
Karte, odnosno kartografski podaci na OpenStreetMap projektu su doprinosi suradnika, a uglavnom nastaju korištenjem GPS uređaja, zračnim fotografiranjem, iz drugih slobodnih izvora, ili jednostavno poznavanjem zemljišta, odnosno naselja. Karte, bilo kao strojno generirane slike ili kao sami vektorski podaci, bili su raspoloživi za preuzimanje prema lincenci Creative Commons Attribution-ShareAlike 2.0, no tijekom 2009. godine počela je promjena na novostvorenu licenciju Open Database License 1.0. Tom promjenom se od doprinositelja traži da svoje doprinose ponovno licenciraju pod novom licencijom. Zacrtana promjena licencije predviđa u fazi 5 uklanjanje svih doprinosa čiji doprinositelji nisu pristali ponovno licencirati svoj rad pod novom licencijom. Stoga se pojavljuju pokreti za otcjepljenje, poput projekta FOSM, gdje bi podaci ostali pod postojećom licencijom i bez posebnih uvjeta za doprinositeǉe.
OpenStreetMap je nastala nadahnućem projektima poput Wikipedije – prikaz karata se može odmah uređivati (na prikazu postoji kartica 'Uredi'), te se održava cijelovita povijest svih promjena podataka. Registrirani korisnici mogu dopriǌeti svojim GPS-snimkama, te uređivanjem kartografskih podataka pomoću alata na web stranici ili pomoću samostalnih GIS alata.
OpenStreetMap projekt se sastoji od cjelina koje ukǉučuju:
- bazu podataka koja čuva pohranjene sve kartografske podatke
- sustavi za crtaǌe karte (npr. Mapnik, Osmarender[9] i drugi)
- sustav za raspodjelu posla crtaǌa na računala korisnika koji žele sudjelovati (Tiles@Home, ugašen krajem veǉače 2012.[10][11]
- web-poslužiteǉ za prikaz i uređivaǌe karata (ovo je glavni način putem kojeg korisnici koriste karte, a sadrži i Potlach editor za uređivaǌe karata)
- samostalni programi za uređivaǌe karata (npr. JOSM i Merkaator)
- sučeǉe s razmjenu kartografskih podataka (koriste ga samostalni programi za uređivaǌe karte kako pristupili bazi kartografskih podataka)
- sučeǉe za razmjenu programskog koda (programi na kojima se projekt zasniva su otvorenog kôda tako da ih korisnici mogu preuzeti, pa i nadopuniti)
- samostalni programi za crtanje karata, tražeǌe optimalnog puta i drugo

## Vaǌske poveznice
- www.openstreetmap.org - stranica projekta
- OpenStreetMap zaklada
- Wiki stranice projekta
- geo.topf.org  Arhivirana inačica izvorne stranice od 16. siječnja 2009. (Wayback Machine) online usporedba Google i OpenStreetMap karata
- OpenSource navigation system
- stranice OSM Hrvatska (u ovom trenu bez navedenog vlasnika)